# Vương cung thánh đường Đức Bà Cả
Vương cung thánh đường Đức Bà Cả (tiếng Ý: Basilica Papale di Santa Maria Maggiore, Latinh: Basilica Sanctae Mariae Maioris) là một nhà thờ của Giáo hội Công giáo nằm ở nội thành Roma. Đây cũng là một trong bốn đại vương cung thánh đường của Giáo phận Rôma.
Theo Hiệp ước Latêranô, Vương cung thánh đường nằm trong lãnh thổ Ý; tuy nhiên, Tòa Thánh toàn quyền sở hữu công trình này, và về mặt pháp lý Ý công nhận quyền sở hữu hoàn toàn và quyền miễn trừ ngoại giao của Tòa Thánh trên vương cung thánh đường.